# Failover
Failover je výraz pro automatické spuštění aplikace či služby na záložním serveru poté, co primární server neočekávaně selže. Obdobně se tento výraz používá pro automatické přesměrování datového toku na záložní síť, směrovač, atp. po selhání stávající sítě. Obdobnou operací je přepnutí („switchover“), s tím rozdílem, že failover proběhne zcela automaticky, kdežto přepnutí probíhá ručně.
Návrháři systémů obvykle poskytují schopnost převzetí služeb při selhání v serverech, systémech nebo sítích vyžadujících téměř nepřetržitou dostupnost a vysoký stupeň spolehlivosti.
Na úrovni serveru používá automatizace failover obvykle systém „heartbeat“, který spojuje dva servery – buď pomocí samostatného kabelu (například sériové porty RS-232/kabel), nebo pomocí síťového připojení. Dokud bude mezi hlavním serverem a druhým serverem pokračovat pravidelný „puls“ nebo „srdeční tep“, druhý server nebude své systémy uvádět do provozu. Může existovat i třetí server „náhradních dílů“, na kterém jsou spuštěny náhradní komponenty pro „horké“ přepínání, aby se zabránilo prostojům. Druhý server převezme práci prvního, jakmile zjistí změnu „tepu srdce“ prvního stroje. Některé systémy mají možnost odeslat oznámení o výpadku.
Některé systémy záměrně selhávají ne zcela automaticky, ale vyžadují lidský zásah. Tato konfigurace „automatizovaná s manuálním schválením“ se spustí automaticky, jakmile člověk schválí funkci failover.
Failback je proces obnovení systému, součásti nebo služby po zjištění stavu selhání zpět do původního, funkčního stavu a uvedení záložního systému zpět do pohotovostního stavu.
Použití virtualizačního softwaru umožnilo, aby se postupy převzetí služeb při selhání staly méně závislými na fyzickém hardwaru prostřednictvím procesu označovaného jako migrace, ve kterém je běžící virtuální počítač přesunut z jednoho fyzického hostitele na druhého, s malým nebo žádným narušením služeb.

## Historie
Výraz „failover“, i když byl pravděpodobně používán inženýry mnohem dříve, lze nalézt v odtajněné zprávě NASA z roku 1962. Termín „switchover“ lze nalézt v 50. letech 20. století při popisu "Hot" a "Cold" Standby Systems, přičemž současný význam znamená okamžitý přechod na běžící systém (hot) a opožděný přechod na systém, který potřebuje nastartovat (cold). Konferenční sborník z roku 1957 popisuje počítačové systémy jak s nouzovým přepnutím (tj. výpadek), tak s plánovaným výpadkem (pro údržbu).

## Navštivte také
- Spolehlivost dat
- Zotavení po havárii
- Odolnost proti chybám
- Oplocení (výpočetní technika)
- Klastr s vysokou dostupností
- Vyrovnávání zatížení
- Odeslání zásilky
- Bezpečnostní technika
- teleportace (virtualizace)